# Monumento a la Maceta
El Monumento a la maceta es un monumento ubicado en la Colina de San Antonio, en la ciudad de Santiago de Cali, capital del Valle del Cauca. El monumento simboliza el tradicional dulce a base de azúcar y agua, que representa el vínculo entre padrino y ahijado y cuya festividad se celebra el 29 de junio en toda la ciudad. Este dulce fue declarado en 2013 Patrimonio Cultural Inmaterial de Colombia.
El monumento descansa sobre una base de hierro en la cual se encuentra una placa descriptiva. Un eje vertical de más de 15 metros de altura hecho en acero fue diseñado para verse como un palo de maguey, donde se insertan los dulces, molinillos y otros adornos forrados en espuma de poliuretano, fibra de vidrio y resina de poliéster, el eje fue pintado con pintura de poliuretano resistente a la intemperie.
37 figuras y adornos están distribuidas en 7 niveles, en cada nivel se encuentran adornos de distintos colores y figuras de 12 de las aves más características de la región: El loro verde, el loro común, el loro cabeciazul, la torcaza, el pechiamarillo, el carpintero buchipecoso, el pechirojo, el mielero verde, el canario, el azulejo, la paloma blanca y la tángara multicolor. El monumento, según su creador, es una alegoría al número 7, pues en cada uno de los siete niveles de la estructura, se encuentras 7 iconos.

## Historia

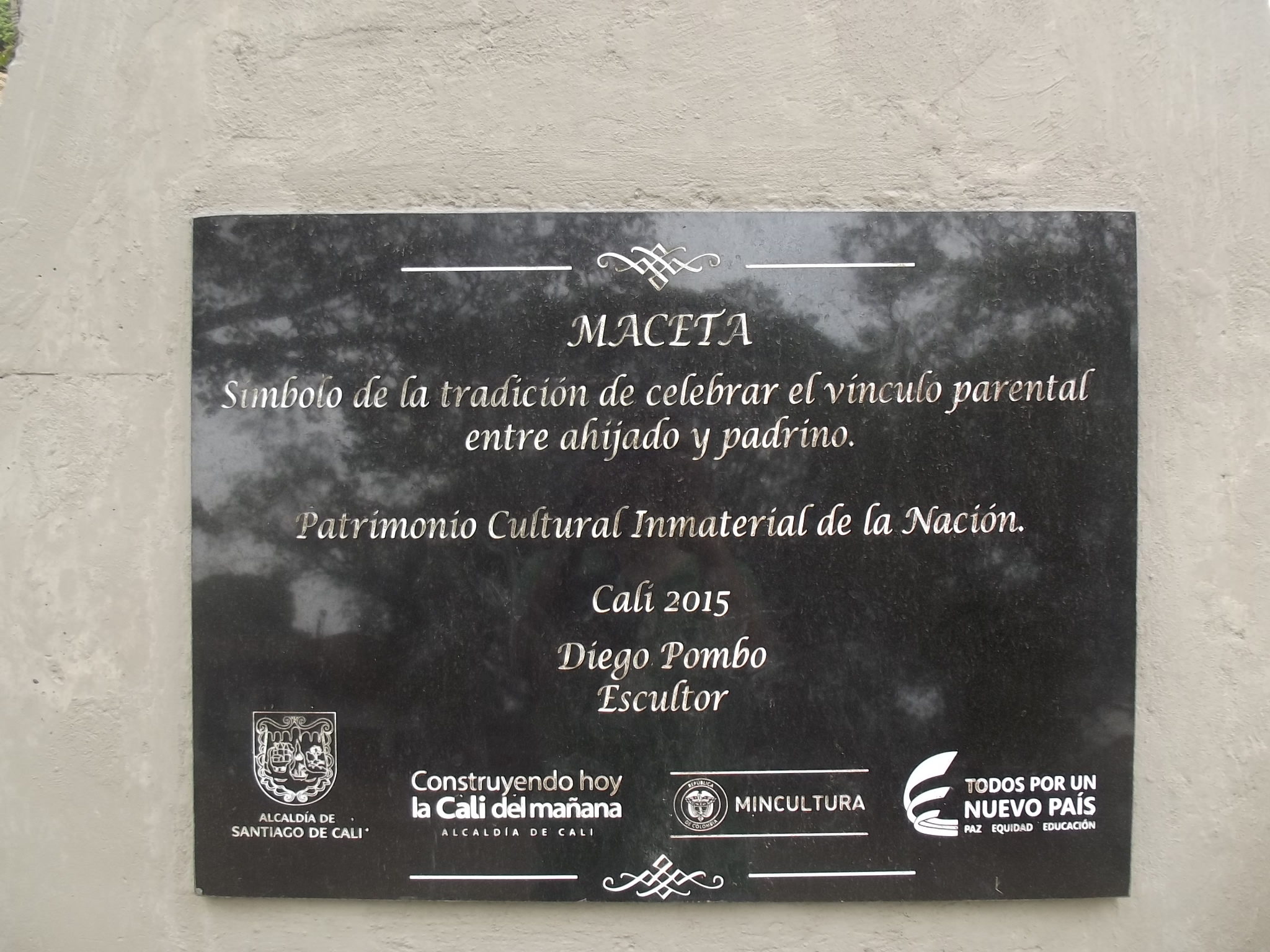
Placa descriptiva del monumento.

El monumento fue una iniciativa de la Alcaldía cuya inauguración se hizo coincidir con los 479 años de la fundación de Santiago de Cali. La construcción de la obra duró 4 meses; durante la misma participaron más de 20 personas y tuvo un costo de 200 millones de pesos.
La obra fue revelada el 25 de julio de 2015 en una ceremonia en la plazoleta baja de la Colina de San Antonio durante el marco de las festividades por el cumpleaños de la ciudad. La ceremonia se realizó a las 4 PM y fue dirigida por el artista plástico Diego Pombo, mismo que diseñó y construyó el monumento.